# Gabriel Druillettes
Gabriel Druillettes (né le 29 septembre 1610 et mort le 8 avril 1681 à Québec) est un jésuite et un missionnaire ayant vécu la majeure partie de sa vie en Nouvelle-France. 

## Biographie
Né en France à Guéret (province de la Marche) le 29 septembre 1610, il entra chez les Jésuites à Toulouse en 1629 et fut ordonné prêtre vers 1642. Il fit son troisième An de probation en 1642 à 1643 et arriva à Québec en 1643 à 1644. 
Il fut chapelain d'un parti de chasse algonquin dans le nord (1644 - 1645). Il y perdit complètement la vue ; mais il obtint sa guérison pendant qu'il célébrait les saints mystères, et il se consacra au service des missions montagnaises, algonquines, papinachoises et abénaquises. 
Parti de Sillery le 29 août 1646, ce père fut le premier missionnaire qui remonta la rivière Chaudière jusqu'au Kénébec. En 1652, les Abénaquis lui portaient tant d'estime qu'ils le naturalisèrent abénaquis.
« Il est bon », disaient-ils à un Anglais, « que vous sachiez que le père est maintenant de notre nation, que nous l'avons adopté pour notre compatriote, que nous le considérons et nous l'aimons comme le plus sage de nos capitaines, - et que nous le respectons comme l'ambassadeur de Jésus, auquel nous nous voulons donner entièrement, et par conséquent quiconque l'attaque, attaque tous les Abénaquis ». 
Il fut délégué du gouverneur de la Nouvelle-France à Boston dans le Massachusetts (1650 - 1651). Il est à Sillery de 1651 à 1661, puis il est curé en 1652 à 1653 et de 1656 à 1661.  
Au printemps 1661, sur l'ordre du gouverneur d'Argenson, il tente d'atteindre la Baie d'Hudson par la voie terrestre en compagnie du Père Claude Dablon, ainsi que de Denis de la Vallière, Denis et François Guyon, François Pelletier et Guillaume Couture. L'expédition fut un échec. 
Toujours en 1661, il devient missionnaire des Montagnais par delà le Lac Saint-Jean en 1661 et missionnaire dans la vallée du Saguenay (1664). 
Il demeure encore à Québec de 1664 à 1668. Il œuvre à la mission Saint-François-Xavier de baie Verte dans le Wisconsin de 1668 à 1678. Il s'est retiré à Québec de 1678 à 1681, où il meurt le 8 avril 1681.

### Sources
- Répertoire général du clergé canadien, par ordre chronologique depuis la fondation de la colonie jusqu'à nos jours, par Mgr Cyprien Tanguay, Montréal : Eusèbe Senécal & fils, imprimeurs-éditeurs, 1893.
- Dictionnaire biographique du clergé canadien-français, Jean-Baptiste-Arthur Allaire, Montréal : Imprimerie de l'École catholique des sourds-muets, 1908 - 1934.